# Luegsteinsee
Der Luegsteinsee ist ein Naturbadesee bei Oberaudorf. Das Ufer ist fast gänzlich künstlich befestigt, der Einstieg erfolgt über kleine Eisenleitern. Eine Liegewiese ist großzügig dimensioniert, eine zweite, weit weniger große Wiese befindet sich im Eingangsbereich. Der Eintritt zum See ist kostenlos, das Parken kostet drei Euro (Stand: 20. Juni 2021). Eine kleine Attraktion ist eine Wasserschanze, von der aus man mit Wasserskiern in den See springen kann. Außerdem ist eine Beachvolleyballanlage und eine Wasserrutsche vorhanden.

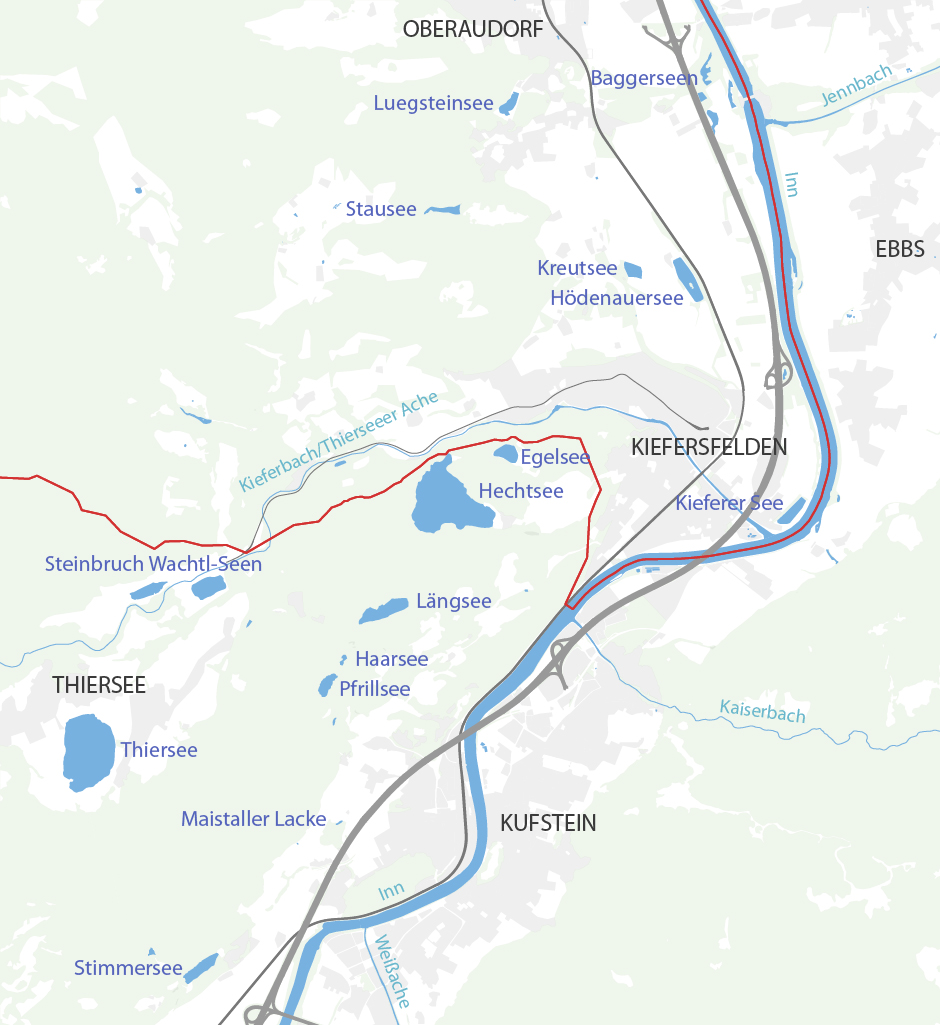
Seen um Kufstein und Kiefersfelden

Der See speist sich aus einer kalten Quelle, die als Springbrunnen in der Mitte des Sees gestaltet wurde.